# Ricarville
Ricarville és un municipi francès situat al departament del Sena Marítim i a la regió de Normandia. L'any 2007 tenia 311 habitants.

## Demografia

### Població
El 2007 la població de fet de Ricarville era de 311 persones. Hi havia 116 famílies de les quals 20 eren unipersonals (16 homes vivint sols i 4 dones vivint soles), 44 parelles sense fills i 52 parelles amb fills.
La població ha evolucionat segons el següent gràfic:
Habitants censats

### Habitatges
El 2007 hi havia 127 habitatges, 116 eren l'habitatge principal de la família, 6 eren segones residències i 5 estaven desocupats. 126 eren cases i 1 era un apartament. Dels 116 habitatges principals, 94 estaven ocupats pels seus propietaris i 22 estaven llogats i ocupats pels llogaters; 1 tenia una cambra, 6 en tenien dues, 17 en tenien tres, 24 en tenien quatre i 68 en tenien cinc o més. 94 habitatges disposaven pel capbaix d'una plaça de pàrquing. A 45 habitatges hi havia un automòbil i a 61 n'hi havia dos o més.

### Piràmide de població
La piràmide de població per edats i sexe el 2009 era:
| Homes | Edats   | Dones |
| ----- | ------- | ----- |
| 0     | 95 o +  | 0     |
| 0     | 90 a 94 | 0     |
| 0     | 85 a 89 | 0     |
| 0     | 80 a 84 | 0     |
| 8     | 75 a 79 | 0     |
| 8     | 70 a 74 | 8     |
| 0     | 65 a 69 | 8     |
| 12    | 60 a 64 | 4     |
| 4     | 55 a 59 | 4     |
| 12    | 50 a 54 | 8     |
| 8     | 45 a 49 | 12    |
| 24    | 40 a 44 | 12    |
| 8     | 35 a 39 | 24    |
| 12    | 30 a 34 | 8     |
| 20    | 25 a 29 | 8     |
| 12    | 20 a 24 | 16    |
| 4     | 15 a 19 | 20    |
| 28    | 10 a 14 | 12    |
| 4     | 5 a 9   | 12    |
| 4     | 0 a 4   | 12    |

## Economia
El 2007 la població en edat de treballar era de 213 persones, 165 eren actives i 48 eren inactives. De les 165 persones actives 150 estaven ocupades (83 homes i 67 dones) i 15 estaven aturades (8 homes i 7 dones). De les 48 persones inactives 15 estaven jubilades, 16 estaven estudiant i 17 estaven classificades com a «altres inactius».

### Ingressos
El 2009 a Ricarville hi havia 119 unitats fiscals que integraven 325 persones, la mediana anual d'ingressos fiscals per persona era de 17.415 €.

### Activitats econòmiques
L'únic establiment que hi havia el 2007 era d'una entitat de l'administració pública.
L'any 2000 a Ricarville hi havia 10 explotacions agrícoles que ocupaven un total de 498 hectàrees.

## Equipaments sanitaris i escolars
El 2009 hi havia una escola elemental integrada dins d'un grup escolar amb les comunes properes formant una escola dispersa.

## Poblacions més properes
El següent diagrama mostra les poblacions més properes.